# Libuše Jarcovjáková

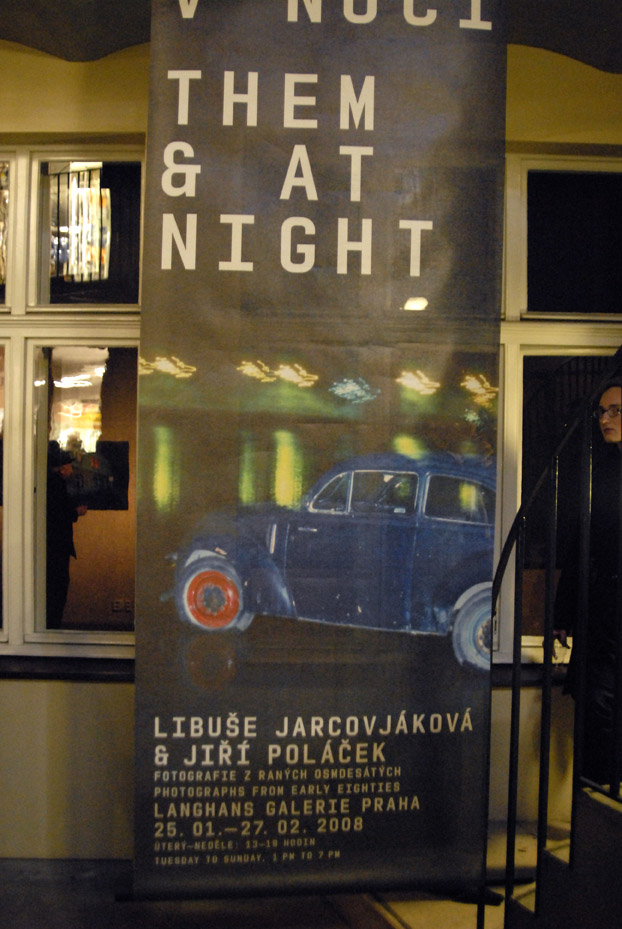
Fotografie z raných osmdesátých, výstava s Jiřím Poláčkem v Galerii Langhans

Libuše Jarcovjáková (* 5. května 1952 Praha) je současná česká fotografka a fotografická pedagožka. Dříve vyučovala fotografii na Vyšší odborné škole grafické v Hellichově ulici v Praze. Působí jako vedoucí ateliéru fotografie Fakulty designu a umění Ladislava Sutnara Západočeské univerzity v Plzni. V roce 2018 jí Asociace profesionálních fotografů České republiky udělila cenu Osobnost české fotografie za rok 2017. Asociace profesionálních fotografů jí udělila ocenění Osobnost české fotografie za rok 2019, které převzala z rukou fotografa Josefa Koudelky

## Život a dílo
Narodila se 5. května 1952 v Praze v umělecké rodině. Jejím otcem je malíř, grafik a restaurátor Vladimír Jarcovják (17. března 1924 Zlín– 19. března 2007 Praha) a matkou vystudovaná malířka Marie Jančová (2. června 1927 Uherský Brod – 17. září 2012 Praha). Dětství strávila v Praze v Ostrovní ulici.
Od poloviny 60. let začala fotografovat pod vlivem kamarádky a brněnské spolužačky své matky – Ester Krumbachové. V té době (1967–1972) vystudovala fotografii na tehdejší Střední průmyslové škole grafické v Hellichově ulici v Praze. Poté učinila několik neúspěšných pokusů o přijetí na Filmovou a televizní fakultu Akademie múzických umění v Praze a obor teorie kultury na univerzitě v Olomouci. Po nepřijetí pracovala v letech 1972–1976 jako dělnice v hlubotiskové tiskárně Svoboda na pražském Smíchově (zde na nočních směnách vytvořila svůj první dokumentární soubor) a jako fotografka tělovýchovného oddílu. V roce 1976 byla na třetí pokus přijata ke studiu fotografie na FAMU, kde studovala v letech 1977–1982.
Ve 2. polovině 70. let a 1. polovině 80. let dlouhodobě dokumentovala romskou a vietnamskou komunitu v Československu a také dění v pražských klubech (T-Klub a „U Voka“), zaměřených na homosexuální menšinu. Tato zkušenost jí pomohla k ujasnění vlastní bisexuální orientace. V polovině 80. let podnikla první fotografickou cestu do Japonska, kam se ještě později vrátila (1986, 1999). Po návratu jí režim zabavil pas kvůli nedodržení délky pobytu, a proto se rozhodla emigrovat. S pomocí fingovaného sňatku se v roce 1985 legálně vystěhovala do Západního Berlína, kde strávila dalších pět let v turecké čtvrti Kreuzberg. Po krušných začátcích se uchytila jako pokojská v luxusním hotelu InterContinental a dále příležitostně fotografovala.
Hned v roce 1990 se vrátila do tehdejší ČSFR, kde od roku 1992 začala učit fotografii na Střední průmyslové škole grafické v Praze, pořádala workshopy a věnovala se vlastní tvorbě. Zejména po roce 2000 uspořádala řadu samostatných výstav – k nejvýznamnějším patří prezentace v New Yorku (2015), Berlíně (2018) a na fotofestivalu v Arles (2019). Tamtéž byla představena její monografická publikace Evokativ, která se dostala do užšího výběru na Paris Photo–Aperture Foundation PhotoBook Awards 2019 v kategorii Fotokniha roku. Na festivalu v Karlových Varech v červenci 2024 měl úspěch její film Ještě nejsem, kým chci být v režii Kláry Tasovské, který byl v roce 2025 vyslán na Oscary.
Dnes pedagogicky působí jako vedoucí ateliéru fotografie Fakulty designu a umění Ladislava Sutnara Západočeské univerzity v Plzni.

### Ocenění
- 2021 – francouzský Řád umění a literatury v hodnosti rytířky[12]
- 2024 – uvedení do síně slávy, Czech Grand Design

## Výstavy

### Autorské, výběr
- 1977 Praha, Svět cikánských dětí
- 1996 Kladno, Sny dětského pokoje
- 1999 Kladnou, Cestou
- 2008 Praha, Tři kroky zpět, dva vzad
- 2014 Praha Ateliér Josefa Sudka, Ziellos
- 2015 Semily, Život
- 2015 Ostrava, Demiurgové – preview
- 2018 Praha, Kimochi. Postele a pokoje
- 2018 Berlín, Schwarze Jahre – Berliner Tagebücher 1985–1990
- 2019 Fotografický festival Rencontres d'Arles výstava Evokativ – první místo[13]
- 2021 České Budějovice, Ach
- 2022 Bratislava, A Long Way Somewhere
- 2023 Brno, Supersonico
- 2023 Kladno Libuše Jarcovjáková: S kůží na trh. Kabinet fotografie Kladenského zámku, Kladno, vernisáž 27. září 2023[14]
- 2024 Vancouver, Multiple Realities: Experimental Art in the Eastern Bloc, 1960s–1980s
- 2024 Praha, Národní galerie, 27. září 2024 – 30. březen 2025, kurátorka: Lucie Černá[15]

## Publikace
- JARCOVJÁKOVÁ, Libuše; BARONOVÁ, Barbora; FIŠEROVÁ, Lucia L. Černé roky : 1971-1987. Praha: Wo-men, 2016. 461 s. ISBN 978-80-905239-6-8. Publikace obdržela v roce 2017 2. cenu na Vienna Photo Book Festival.[16]
- JARCOVJÁKOVÁ, Libuše. Evokativ. Překlad Phil Jones. Prague: Untitled, 2019. cca 160 s. ISBN 978-80-907568-0-9. (anglicky)
- JARCOVJÁKOVÁ, Libuše. Kráska a zvíře: [premiéra 2. prosince 2021] v Národním divadle [grafika]. [Praha]: [Národní divadlo], [2021]. 1 plakát.
- JARCOVJÁKOVÁ, Libuše. Kráska a zvíře: [premiéra 2. prosince 2021] v Národním divadle [grafika]. [Praha]: [Národní divadlo], [2021]. 1 plakát.
- JARCOVJÁKOVÁ, Libuše. Otec hlídá dceru: [premiéra 17. února 2022] na Nové scéně [grafika]. [Praha]: [Národní divadlo], [2022]. 1 plakát.
- JARCOVJÁKOVÁ, Libuše. Všem se nám uleví: [premiéra 2. červen 2022] na Nové scéně [grafika]. [Praha]: [Národní divadlo], [2022]. 1 plakát.